# Hello Life, Goodbye Beverly Hills
Hello Life, Goodbye Beverly Hills is de dertigste aflevering van het vijfde seizoen van het tienerdrama Beverly Hills, 90210, die voor het eerst werd uitgezonden op 17 mei 1995.

## Verhaal
Dylan zet zijn plan door om Kelly te krijgen, hij boekt een reis rond de wereld en zet de naam van Kelly op de tickets. Hij biedt de tickets aan Kelly aan en vraagt haar om met hem mee te gaan. Kelly vraagt bedenktijd.
Jim komt er eindelijk achter waarom er vergaderingen gehouden werd zonder hem, het bedrijf wil hem promotie aanbieden. Als hij dit accepteert dan moeten ze verhuizen naar Hongkong. Jim wil dit wel overleggen met zijn gezin, na lang beraadslagen besluiten het aan te nemen en Jim en Cindy gaan naar Hongkong. Brandon blijft hier en zal naar woonruimte moeten gaan zoeken.
Als Valerie iets af komt geven bij Kelly ziet ze de tickets liggen van de reis. Ze brieft dit meteen over naar Brandon en die is daar niet blij mee. Hij besluit om aan Kelly een huwelijksaanzoek te doen en koopt een verlovingsring. Kelly is blij verrast met dit aanzoek, maar vraagt ook bij Brandon om bedenktijd.
Jesse en Andrea zijn druk doende met inpakken voor hun verhuizing. Andrea wordt wel een beetje emotioneel maar blijft bij haar beslissing om te gaan. De groep heeft voor hen een afscheidsfeestje gepland, op de middelbare school. Daar zien we ook twee oud bekenden, Gil Meyers en Yvonne Teasley. Jesse en Andrea zijn hier zeer verrast door en blij. Brandon en Dylan zijn er niet bij, die kunnen het niet aan om nu bij Kelly te zijn die dit niet begrijpt dat ze niet voor Andrea kunnen komen. Ray komt ook maar wil meteen weer weg samen met Donna, maar Donna wil blijven en dit komt tot een ruzie. Ray gaat boos weg en Donna blijft overstuur achter maar besluit dat het genoeg is met Ray. Als Jesse en Andrea op het punt staan om te vertrekken dan maken ze een laatste stop bij de Peach Pitt om afscheid te nemen van iedereen. Hier zijn wel Brandon en Dylan erbij. Het wordt een emotioneel afscheid en als ze wegrijden dan is dit echt het einde van Jesse en Andrea.
Na het afscheid dan blijven Kelly, Brandon en Dylan achter, Kelly vertelt hun dat ze een keuze heeft gemaakt. Ze kiest voor zichzelf en vertelt Dylan dat hij alleen op reis kan gaan en geeft Brandon de ring terug.
Dit is de laatste aflevering van Mark D. Espinoza als Jesse Vasquez.

## Rolverdeling
- Jason Priestley - Brandon Walsh
- Jennie Garth - Kelly Taylor
- Ian Ziering - Steve Sanders
- Gabrielle Carteris - Andrea Zuckerman
- Luke Perry - Dylan McKay
- Brian Austin Green - David Silver
- Tori Spelling - Donna Martin
- Tiffani Thiessen - Valerie Malone
- Carol Potter - Cindy Walsh
- James Eckhouse - Jim Walsh
- Mark D. Espinoza - Jesse Vasquez
- Joe E. Tata - Nat Bussichio
- Kathleen Robertson - Clare Arnold
- Jamie Walters - Ray Pruit
- Mark Kiely - Gil Meyers
- Denise Dowse - Yvonne Teasley